# معركة باوتسن (1945)
معركة باوتسن (أو معركة بودزيسين، أبريل 1945) هي واحدة من آخر المعارك على الجبهة الشرقية خلال الحرب العالمية الثانية. حدث القتال فيها على الجناح الجنوبي الأقصى لهجوم شبرمبرغ – تورجا، وقد شهدت أيامًا من القتال في الشوارع بين قوات الجيش الثاني البولندي تحت قيادة عناصر من الجيش السوفيتي الثاني والخمسين وجيش الحرس الخامس من جهة ضد عناصر من مجموعة جيوش الوسط الألمانية على شكل فلول من الجيش الرابع بانزر والجيش السابع عشر من جهة أخرى.
وقعت المعركة خلال اندفاع الجبهة الأوكرانية الأولى بقيادة إيفان كونيف نحو برلين، والتي كانت جزءًا من هجوم برلين السوفيتي الأكبر. دارت المعركة في بلدة باوتسن (بالبولندية: بودزيسين) والمناطق الريفية إلى الشمال الشرقي الواقعة على طول خط باوتسن - نيزكي. بدأت المعارك الرئيسية في 21 أبريل عام 1945 واستمرت حتى 26 أبريل، على الرغم من استمرار اشتباكات معزولة حتى 30 أبريل. عانى الجيش الثاني البولندي بقيادة كارول سفرتشيفيسكي من خسائر فادحة، ولكن بمساعدة التعزيزات السوفيتية مُنعت القوات الألمانية من التقدم نحو العمق.
بعد المعركة ادعى كلا الجانبين النصر وظلت الآراء الحديثة حول من ربح المعركة متناقضة. نظرًا إلى أن الحرب كانت على وشك الانتهاء ولم يكن للمعركة أي تأثير استراتيجي على معركة برلين المستمرة، فقد ركز علم التأريخ الألماني بشكل أكبر على جوانبها التكتيكية. نجحت العملية الألمانية في استعادة باوتسن ومحيطها، والتي استمرت حتى نهاية الحرب.

## الخلفية
في الأشهر الأخيرة من الحرب العالمية الثانية، شارك الجيش الثاني البولندي بقيادة الجنرال كارول سفرتشيفيسكي في الحملة السوفيتية على برلين. كان جزء من الجبهة الأوكرانية الأولى بقيادة المارشال إيفان كونيف، عمل البولنديون في وسط الجبهة، وعلى الجناح الأيمن كان جيش الحرس الخامس وعلى اليسار الفيلق الميكانيكي السابع. وكان ضد هذه القوات الجيش الرابع بانزر بقيادة الجنرال فريتز هوبير جريسير، من مجموعة جيوش الوسط التابع للمشير العام فرديناند شورنر.
اخترق الجيش الثاني البولندي الدفاعات الألمانية على نهري ويسير ستشوبس ونايسه في 17 أبريل. وهددت مطاردتهم للقوات الألمانية المتراجعة نحو درسدن بعزل القوات الإضافية في منطقة موسكاور فورست. وفي 18 و19 أبريل اشتبكت عناصر من الجيش الثاني (فرقة المشاة الثامنة والفيلق المدرع الأول) مع الألمان في الجنوب ودفعتهم للخلف بينما توغلت الوحدات المتبقية (فرق المشاة الخامسة والسابعة والتاسعة والعاشرة) نحو درسدن، ليسيطروا على الجسور الرئيسية على نهر شبريه شمال باوتسن وتدمير القوات الألمانية في موسكاور فورست. في اليوم التالي، استولت الوحدات السوفيتية التابعة للفيلق الميكانيكي السابع على أجزاء من باوتسن وأمنت الخط جنوب نيزكي، واستولت على فايسنبرغ وحاصرت عدة تشكيلات ألمانية.
قرر سفرتشيفيسكي إعطاء الأولوية للاستيلاء على درسدن بدل تأمين جناحه الجنوبي، مبتعدًا عن الخطة التي قدمها كونيف. في هذه الأثناء، كان شورنر يركز وحداته (مجموعة غورليتس) في منطقة غورليتس (زغورزيلك) ورايشنباخ، وخطط لشن هجوم مضاد على الجناح الجنوبي للجيش البولندي. كان هدفه وقف تقدم الجبهة الأولى والاختراق نحو برلين لفك الحصار عن الجيش التاسع. كان الألمان يعلقون آمالهم على فكرة أن السوفييت قد يجري صدهم لفترة كافية لاستسلام المدينة للحلفاء الغربيين. عبرت وحدات شورنر دون أن يلاحظها أحد من قبل الاستطلاع السوفيتي والبولندي.

## مقدمة

### القوى المتنافسة
كانت القوات الألمانية تتألف من عناصر من الجيش الرابع بانزر وقادتها مقرات غروسدويتشلاند والفيلق 57 المدرع. حضّر الألمان للمعركة فرقتين مدرعتين (فرقة بانزر العشرون وهيرمان جورينج)، وفرقتين ميكانيكيتين (براندنبورغ وهيرمان جورينج 2)، وفرقة المشاة (السابعة عشر) بالإضافة إلى فرقة مشاة قتالية (بقايا قسم فولكس غرينادير545). وتتألف هذه القوة من نحو 50.000 جندي و300 دبابة و600 مدفع. وكان قطار الإمداد لفرقة بانزر إس إس العاشرة موجودًا أيضًا بالقرب من باوتسن.
وتألف الجيش الثاني البولندي من خمسة فرق مشاة: (الخامسة، والسابعة، والثامنة، والتاسعة، والعاشرة، والفيلق المدرع الأول، ووحدات أصغر)، وكان فيها نحو 84.000-90.000 رجل، و500 دبابة. كان معظمهم من المجندين الجدد عديمي الخبرة في القتال، وقد ضموهم من الأراضي البولندية التي جرت استعادتها مؤخرًا. بالإضافة إلى التشكيك بجودة فيلق الضباط. وكانت إحدى المشاكل الرئيسية التي واجهت الجيش الشعبي عدم وجود كادر مؤهل. أظهر تقييم عام 1944 أن الجيش كان لديه ضابط واحد لكل 1200 جندي. وكان العديد من الضباط في الجيش البولندي ضباطًا سوفيتيين من أصل بولندي.
بشكل عام، كانت الوحدات الألمانية أصغر من القوات البولندية، وكانت معداتها أكثر تهالكًا وإمداداتها أقل شأنًا. تصف المصادر البولندية الألمان بأنهم أكثر خبرة، إلا أن المصادر الألمانية تبرز مزيجهم من الجنود ذوي الخبرة والمجندين عديمي الخبرة في وحدات هتلر يوغند وفولكسشتورم.

## المعركة

### المسير نحو درسدن
في 21 أبريل، تشكلت فجوة بين وحدات المشاة البولندية (فرقتي المشاة الثامنة والتاسعة) والفيلق المدرع الأول الذي يتجه نحو درسدن والوحدات البولندية التي كانت تؤمن منطقة موسكاور فورست. اشتبكت فرقتا المشاة السابعة والعاشرة بالقرب من نايسه وكانت فرقة المشاة الخامسة ولواء الدبابات السادس عشر يمران بين هاتين المجموعتين. امتدت الوحدات البولندية على خط طوله 50 كيلومترًا (31 ميلًا). انتهز الألمان الفرصة لدخول هذه الفجوة. وبدأت المعركة في 21 أبريل. في الغرب، بدأت فرقة بانزر العشرون حملتها على باوتسن، بينما تقدمت فرقة المشاة السابعة عشرة في الشرق تجاه نيزكي وفايسنبرغ، وحررت القوات الألمانية المحاصرة في طريقها. سار الألمان بين الجيش الثاني البولندي والجيش السوفيتي 52 حول باوتسن، على بعد نحو 40 كيلومترًا (25 ميلًا) شمال شرق درسدن و25 كيلومترًا (16 ميلًا) غرب غورليتس، واكتسحوا الوحدات السوفيتية من فيلق سلاح البنادق 48، والقيادة نحو شبرمبرغ. أصيب اللواء إم ك بوتيكو، قائد فرقة سلاح البنادق رقم 254 في الجيش 52 من فيلق سلاح البنادق 73 بجروح قاتلة حول باوتسن. في البداية، واصل الجنرال البولندي سفرتشيفيسكي محاولته للسيطرة على درسدن، ما ساهم في تزايد الفوضى ضمن القوات البولندية، حيث قطعت العديد من خطوط الاتصال.
نجح الألمان بالاتصال ببقايا قواتهم في موسكاور فورست، وإدخال القوات المحلية البولندية والسوفيتية في حالة من الفوضى. فقد الجيش الثاني البولندي تماسكه وانقسم إلى أربع مجموعات. وجدت عدة وحدات من الجيش الثاني البولندي نفسها محاصرة. ضُربت فرقة المشاة الخامسة البولندية ولواء الدبابات السادس عشر في العمق، ما أدى إلى خسائر فادحة. وتعرض مقر الفرقة الخامسة للهجوم، وكان يدافع عنه خبراء المتفجرات وكتائب التدريب فقط. وتمكنت مجموعة القيادة من اختراق لواء الدبابات السادس عشر، لكن تلك الوحدة نفسها كانت قد دمرت تقريبًا في فورزيغين؛ ومن بين 1300 جندي، نجا نحو 100 فقط. قُتل القائد العام لفرقة المشاة الخامسة البولندية أليكساندر واسزكيويكز. في قرية نيدركاينا، التي هي اليوم جزء من باوتسن، جرى حبس ما بين 196 و300 من الأعضاء الألمان الأسرى من فولكسشتورم في حظيرة أضرمت فيها النيران عن طريق القوات البولندية أو السوفيتية المنسحبة.
بحلول 23 أبريل، وصل الاختراق الألماني إلى نهر ستشوارزير ستشوبس في الشرق، ولوزا وأوبيتز وغروسدوبراو في الغرب. تمركز الجسم الرئيسي للقوات الألمانية في منطقة الغابات حول لوزا. واصل الألمان اندفاعهم نحو كونيغسفارثا وهويرسفيردا.